# شهرستان کئوکوک (آیووا)
شهرستان کئوکوک، آیووا (به انگلیسی: Keokuk County, Iowa) شهرستانی در ایالات متحده آمریکا است که در آیووا واقع شده‌است.

## خصوصیات
شهرستان کئوکوک ۱٬۵۰۲٫۲ کیلومترمربع مساحت دارد.